# اچ‌دی ۲۱۴۴۴۸
اچ‌دی ۲۱۴۴۴۸ یک ستاره است که در صورت فلکی دلو قرار دارد.